# Wilhelm I Lew

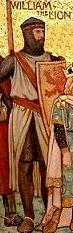
Wilhelm I (król Szkocji)

Wilhelm I Lew (William the Lion, William Dunkeld lub William Canmore, ur. 1142 albo 1143, zm. 4 grudnia 1214) – król Szkocji w latach 1165–1214. W ciągu długiego panowania podporządkował sobie całą Szkocję.

## Biogram

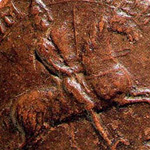

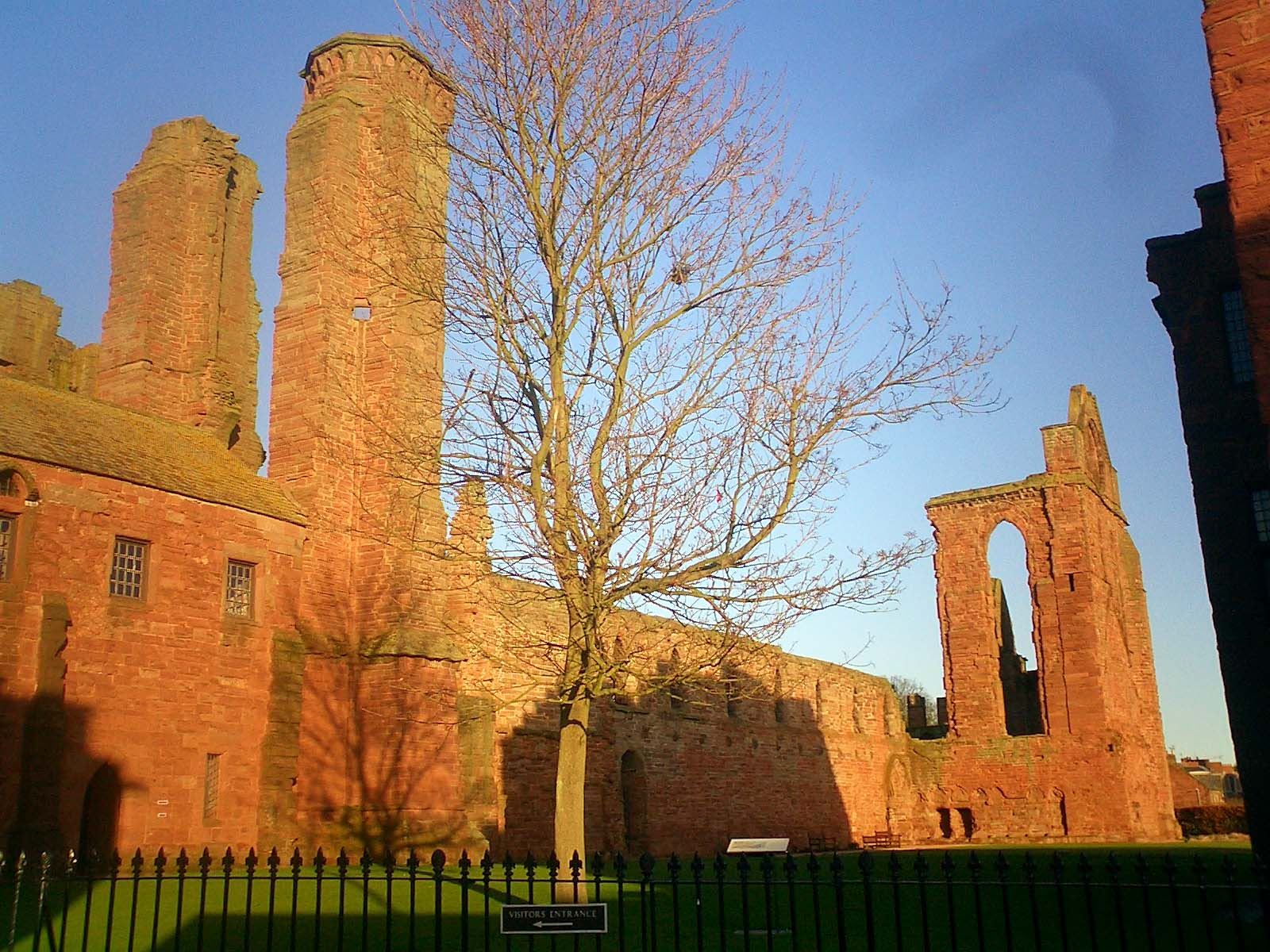
Opactwo Arbroath

Chorągiew królów Szkocji

Był drugim synem Henryka Szkockiego, earla Northumberland, którego tytuł odziedziczył w 1152 r. Został królem 9 grudnia 1165 po śmierci Malcolma IV (1153–1165), który był jego starszym bratem. Koronacja odbyła się 24 grudnia 1165 r.
Wilhelm był współtwórcą Auld Alliance, pierwszego układu obronnego pomiędzy narodami (dokument z 1295 wskazuje Wilhelma I na jego inicjatora oraz rok 1165 na datę podpisania).
Układ ten miał być zabezpieczeniem przeciw najazdom angielskim na państwa członkowskie. Układ podpisały: Szkocja, Francja oraz Norwegia, która jednak nigdy nie powoływała się na postanowienia tego porozumienia, chociaż była zaangażowana w politykę francusko-szkocką. Układ odgrywał istotną rolę w stosunkach szkocko-francusko-angielskich aż do roku 1746.
W roku 1173 Wilhelm udzielił poparcia żonie i synom Henryka II i stał się przywódcą buntu, który przerodził się w wojnę domową w Anglii (1173–1174). W 1174 podczas najazdu wspierającego bunt Wilhelm został schwytany w pobliżu Alnwick przez oddziały Henryka w Northumberland i przewieziony do Northampton, a następnie przetransportowany do Falaise w Normandii. Po zajęciu przez wojska Henryka II całej Szkocji nastąpiła jej okupacja.
Aby odzyskać swoje królestwo, Wilhelm był zmuszony podpisać w grudniu 1174 r. w Falaise upokarzający traktat. Zobowiązał się w nim do uznania angielskiego zwierzchnictwa (uznał Henryka II za swojego seniora), pokrycia kosztów okupacji Szkocji poprzez nałożenie podatku na Szkotów, rezygnacji z hrabstwa Huntingdon i czasowego przekazania kilku ważnych zamków (Berwick, Edynburg). Uznał także zwierzchnictwo Kościoła angielskiego nad szkockim. Wtedy dopiero mógł powrócić do Szkocji. Traktat z Falaise pozostał w mocy przez następne 15 lat.
Dla wzmocnienia swojego autorytetu w Szkocji Wilhelm, wzorując się w znacznym stopniu na reformach Henryka II w Anglii, kontynuował feudalizację Szkocji; usprawnił administrację; dbał o umocnienie związków pomiędzy feudałami a koroną, m.in. poprzez wykorzystanie rad królewskich; nadał liczne przywileje miastom królewskim; utworzył nowe hrabstwa (Caithness, Lennox, Carrick i Garioch).
Stłumił rebelie pretendenta do szkockiego tronu Donalda Macwilliama w latach 1179 i 1187 oraz powstanie w Galloway w r. 1185.
Po śmierci Henryka II w 1189, nowy król Anglii, Ryszard I Lwie Serce, potrzebując pieniędzy na wzięcie udziału w III krucjacie, zgodził się anulować układ z Falaise w zamian za 10 000 srebrnych marek.
W traktacie z Falaise nie rozstrzygnięto, któremu arcybiskupowi miał podlegać Kościół szkocki; temu z Yorku czy temu z Canterbury. Zwrócono się więc do Rzymu. W 1188 r. papież Klemens III wydał salomonowy wyrok, oświadczając, że Kościół szkocki podlega bezpośrednio Stolicy Apostolskiej. Decyzję tę potwierdził papież Celestyn III w bulli Super anxientatibus (1192) erygującej również 9 nowych biskupstw w Szkocji, a następnie papież Honoriusz III w bulli Filia specialis (1218). W ten sposób Szkocja została „szczególną córą Kościoła”
Relacje pomiędzy Anglią i Szkocją, za sprawą Northumberlandu, pogorszyły się podczas panowania w Anglii króla Jana bez Ziemi (1199–1216). W roku 1209 zmusił on ostatecznie Wilhelma do zrzeczenia się wszelkich roszczeń do Northumberlandu.
Wilhelm pozostawał lojalny wobec Ryszarda Lwie Serce, występował przeciwko próbom zagarnięcia tronu przez Jana bez Ziemi, zapłacił część okupu za uwięzionego w Niemczech Ryszarda. Stłumił rebelię, earla Orkadów Haralda (1196–1202) i późniejsze powstania na północy kraju; mimo dwukrotnych najazdów Jana bez Ziemi (1209, 1212) utrzymał niezależność Szkocji.
W roku 1178 Wilhelm ufundował dla grupy benedyktynów z Elso opactwo Arbroath, miejsce późniejszej „Deklaracji z Arbroath”. Opactwo konsekrowane było w roku 1197 i poświęcone zamordowanemu w 1170, a kanonizowanemu w 1173 Tomaszowi Becketowi arcybiskupowi Canterbury, którego król znał z wcześniejszych spotkań na dworze angielskim.
Wilhelm nie był znany jako Lew podczas życia, przydomek ten nie miał związku z jego nieustępliwym charakterem czy też siłą osobistą. Przydomek ten nadano mu ze względu na jego dążenie do doskonalenia systemu prawnego. Był on więc „lwem prawa” (Leo justiciae). Jego godłem (chorągiew) był czerwony lew prezentujący się na żółtym tle. Chorągiew ta stała się królewskim sztandarem Szkocji. Brytyjski monarcha nadal go używa, kiedy jest w Szkocji. Lew jest również częścią godła Zjednoczonego Królestwa.
Wilhelm I Lew zmarł 4 grudnia 1214 r. w Stirling, a leży pochowany w ufundowanym przez siebie opactwie Arbroath. Jego panowanie było najdłuższe w historii Szkocji. Następcą Wilhelma został jego syn Aleksander, jako Aleksander II 1214–1249.

## Rodzina

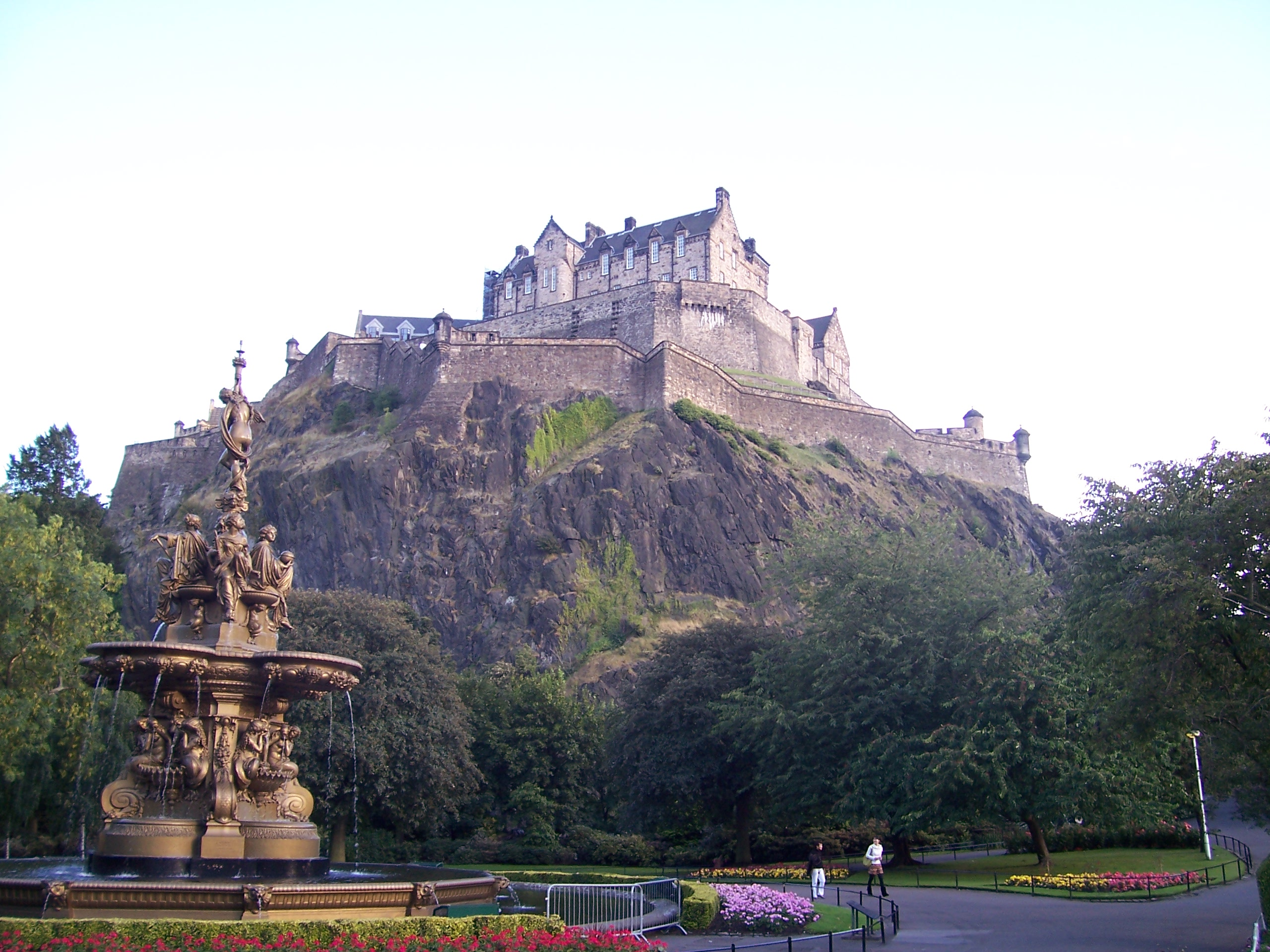
Zamek w Edynburgu

Jednym z punktów traktatu zawartego w Falaise było prawo wyboru przez Henryka II żony dla Wilhelma. Skutkiem czego Wilhelm poślubił w 1186 r. w Pałacu Woodstock Ermengarde de Beaumont, wnuczkę króla Anglii Henryka I. Jej posagiem był Zamek w Edynburgu.
Dziećmi Williama i Ermengardy były:
- Małgorzata Szkocka (1193–1259), żona Huberta de Burgh, earla Kentu;
- Isabella (1195–1253), żona Rogera Bigod, 4 Earla Norfolk;
- Aleksander II (1198–1249), król Szkocji w 1214–1249;
- Marjorie (1200–1244), żona Gilberta Marshala, 4. earla Pembroke.

Wilhelm miał również dziewięcioro potomków pozamałżeńskich, z których najbardziej znana jest Ada (ur. 1200), żona Patricka, earla Dunbar.

## Genealogia
| 4. Dawid I Szkocki (1084–1153), król Szkocji 1124–1153)        |  |                                                             |  |  |                  |
|                                                                |  | 2. Henryk Szkocki (1114–1152) earl Northumberland 1139–1152 |  |  |                  |
| 5. Matylda z Northumbrii (1074–1130) królowa Szkocji 1124–1130 |  |                                                             |  |  |                  |
|                                                                |  |                                                             |  |  | 1. Wilhelm I Lew |
| 6. William de Warenne (przed 1071–1138) 2 earl Surrey          |  |                                                             |  |  |                  |
|                                                                |  | 3. Ada de Warenne (1120–1178)                               |  |  |                  |
| 7. Elżbieta de Vermandois (ok. 1085–1131)                      |  |                                                             |  |  |                  |
|                                                                |  |                                                             |  |  |                  |